# Гідеон Менса
Гідеон Менса (англ. Gideon Mensah, нар. 18 липня 1998, Аккра) — ганський футболіст, захисник французького клубу «Осер» і національної збірної Гани.

## Клубна кар'єра
Народився 18 липня 1998 року в місті Аккра. Вихованець футбольної школи ВАФА. Дорослу футбольну кар'єру розпочав 2015 року в основній команді того ж клубу, в якій провів один сезон, взявши участь у 8 матчах чемпіонату. 
Привернув увагу скаутів із системи австрійського «Ред Булла» і 2016 року продовжив кар'єру у складі «Ліферінга», фарм-клубу зальцбургців. Протягом 2017–2019 років перебував у розпорядженні тренерського штабу головної команди «Ред Булла», утім в іграх чемпіонату за команду так і не дебютував.
Натмоість 2019 року був відданий в оренду спочатку до «Штурма» (Грац), згодом до бельгійського «Зюлте-Варегем», а 2020 року — до португальської «Віторії» (Гімарайнш).
Влітку 2021 року, також на умовах річної оренди, приєднався до французького «Бордо».

## Виступи за збірні
Протягом 2018–2021 років залучався до складу молодіжної збірної Гани.
2019 року дебютував в офіційних матчах у складі національної збірної Гани. Був включений до її заявки для участі у Кубку африканських націй 2021, що проходив на початку 2022 року в Камеруні, утім в іграх турніру на поле не виходив.
| Дата       | Місто        | Господарі           | Результат | Гості      | Турнір                                  | Голи | Примітки |
| ---------- | ------------ | ------------------- | --------- | ---------- | --------------------------------------- | ---- | -------- |
| 14-11-2019 | Кейп-Кост    | Гана                | 2 – 0     | ПАР        | Відбір до Кубка африканських націй 2021 | -    |          |
| 18-11-2019 | Сан-Томе     | Сан-Томе і Принсіпі | 0 – 1     | Гана       | Відбір до Кубка африканських націй 2021 | -    |          |
| 9-10-2020  | Анталія      | Малі                | 3 – 0     | Гана       | товариський матч                        | -    | 72'      |
| 12-10-2020 | Аксу         | Гана                | 5 – 1     | Катар      | товариський матч                        | -    |          |
| 8-6-2021   | Марракеш     | Марокко             | 1 – 0     | Гана       | товариський матч                        | -    |          |
| 6-9-2021   | Йоганнесбург | ПАР                 | 1 – 0     | Гана       | Відбір до ЧС 2022                       | -    |          |
| 5-1-2022   | Ер-Раян      | Алжир               | 3 – 0     | Гана       | товариський матч                        | -    |          |
| 25-3-2022  | Кумасі       | Гана                | 0 – 0     | Нігерія    | Відбір до ЧС 2022                       | -    |          |
| 29-3-2022  | Абуджа       | Нігерія             | 1 – 1     | Гана       | Відбір до ЧС 2022                       | -    |          |
| 1-6-2022   | Кейп-Кост    | Гана                | 3 – 0     | Мадагаскар | Відбір до Кубка африканських націй 2023 | -    |          |
| 5-6-2022   | Луанда       | ЦАР                 | 1 – 1     | Гана       | Відбір до Кубка африканських націй 2023 | -    |          |
| 27-9-2022  | Лорка        | Нікарагуа           | 0 – 1     | Гана       | товариський матч                        | -    |          |
| 28-11-2022 | Ер-Раян      | Південна Корея      | 2 – 3     | Гана       | ЧС 2022 - груповий етап                 | -    | 88'      |
| Усього     |              | Матчів              | 13        |            | Голів                                   | 0    |          |

## Титули і досягнення
- Переможець Юнацької ліги УЄФА: 2016-17